# Треста
Треста́ — льняная солома и конопляная, обработанная термически, биологически или химически. При данной обработке в соломе разрушаются пектиновые вещества, связывающие древесину и покровные ткани с волокнистыми пучками, что создаёт хорошие условия для дальнейшего отделения волокна.
Волокно отделяется от тресты механическим способом, при обработке на мяльных и трепальных машинах. При этом выход волокна составляет от 25 до 40 % от сухой тресты у льна и от 15 до 25 % — у конопли. Также из тресты получают костру.
Трестой также называют солому некоторых южных лубяных культур, таких как джут и кенаф.